# 福田町 (岡山県)
福田町（ふくだちょう）は、岡山県児島郡にあった地方公共団体である。1953年6月1日に倉敷市（初代）に編入された。現在は倉敷市水島地域の東部にあたり（八間川から東側）、旧町域は福田地区と狭義の水島地区に分かれている。ここでは、町制施行前の名称である福田村（ふくだそん）についても述べる。

## 概要
東高梁川の堆積作用による広大な干潟により古くから干拓工事が行われ、福田新田（後の福田古新田、現在の倉敷市福田町古新田）や福田新開（後の福田新田、現在の倉敷市東塚・松江・北畝・中畝・南畝）などが開発された。
かつては隣接する浅口郡連島町と合併して水島市を建設する構想があったが、倉敷市の水島鉄道買収および三菱石油製油工場の立地調査開始により、倉敷市の財政力によって工業化を進める必要性が高まったため断念している。

## 沿革
- 1723年（享保8年） - 福田新田堤防が完成（現在の岡山県道274号福田老松線）。
- 1725年（享保10年） - 福田新田が完成（福田新開完成後に福田古新田に改称）。
- 1848年（嘉永元年） - 岡山藩が野崎武左衛門らに命じて、福田新開の開発を命じる。
- 1851年（嘉永4年） - 福田新開が完成（のちに東塚村・松江村・北畝村・中畝村・南畝村に分立）。
- 1889年（明治22年）6月1日 - 町村制施行。
  - 福田村・浦田村・福田古新田村が合併して福田村発足。
  - 東塚村・松江村・北畝村・中畝村・南畝村が合併して福田新田村発足。
  - 呼松村・広江村が合併して呼松村発足。
- 1904年（明治37年）4月1日 - 福田村・福田新田村・呼松村が合併し、新たに福田村発足。旧村名を継承した10大字を編成[4]。
- 1930年（昭和5年）8月1日 - 浦田のうち黒山・倉掛地区（ともに現在葦高地区の浦田）倉敷市へ移管[1]。
- 1941年（昭和16年） - 三菱重工業が東高梁川廃川地に水島航空機製作所建設。1943年（昭和18年）完成。
- 1943年（昭和18年） - 水島航空機製作所へ資材運搬のため専用鉄道が倉敷駅から水島まで東高梁川の福田分廃川地を通り敷設（現在の水島臨海鉄道）[4]。
- 1944年（昭和19年） - 三菱の厚生施設用地となった廃川地に北から相生町・寿町・弥生町・栄町・常盤町・千鳥町・福崎の通称地名が命名[4]。
- 1945年（昭和20年）6月22日 - 水島空襲。水島航空機製作所が爆撃される。
- 1947年（昭和22年）
  - 12月9日 - 福田村が町制施行して福田町発足。村制時の10大字を継承[5]。
  - 12月9日 - 村内に昭和天皇の戦後巡幸。村内の授産場に行幸[6]。
- 1949年（昭和24年） - 倉敷市から合併の申し入れを受ける。
- 1950年（昭和25年）9月8日 - 福田町と連島町が工場誘致期成会を結成。水島市の建設を目指す。
- 1950年 〜 1951年 - 弥生町・栄町・常盤町・千鳥町・寿町が正式に町名に、福崎が正式に大字名となり、5町・11大字を編成[5]。
- 1951年（昭和26年） - 倉敷市が三菱重工から水島鉄道を買収。
- 1953年（昭和28年）6月1日 - 福田町が倉敷市（初代）に編入。同日福田町廃止[1]。
  - 呼松は呼松町、福崎は水島福崎町、北畝の一部は水島相生町、その他は水島・福田町を冠称して同市の町名・大字名に継承[5]。

## 行政

### 歴代首長
| 代                                                      | 氏名       | 着任年月         | 退任年月         | 備考                                         |
| ------------------------------------------------------- | ---------- | ---------------- | ---------------- | -------------------------------------------- |
| 1                                                       | 多賀茂     | 明治37年8月2日   | 明治39年8月15日  | 明治37年4月1日 福田村新設                    |
| 2                                                       | 大塚良平   | 明治39年8月16日  | 明治41年7月16日  |                                              |
| 3                                                       | 大塚良平   | 明治41年7月17日  | 明治43年3月13日  |                                              |
| 4                                                       | 多賀茂     | 明治43年3月19日  | 明治43年10月22日 |                                              |
| 5                                                       | 岩知道賢吉 | 明治43年11月23日 | 明治45年1月25日  |                                              |
| 6                                                       | 末長毅     | 明治45年1月26日  | 大正5年1月25日   |                                              |
| 7                                                       | 大塚良平   | 大正5年4月24日   | 大正6年12月30日  |                                              |
| 8                                                       | 田中定次   | 大正7年1月24日   | 大正8年8月23日   |                                              |
| 9                                                       | 田中定次   | 大正8年10月16日  | 大正10年2月19日  |                                              |
| （職務管掌）                                            | 近藤房忠   | 大正10年2月20日  | 大正10年5月27日  | 村長欠員のため職務管掌を任命                 |
| 10                                                      | 大塚良平   | 大正10年5月23日  | 大正13年5月28日  |                                              |
| 11                                                      | 浅野弁次郎 | 大正13年6月23日  | 大正15年2月28日  |                                              |
| 12                                                      | 渡辺尚文   | 大正15年8月2日   | 昭和5年8月2日    | 第10代郷内村長（昭和18年10月〜昭和21年11月） |
| 13                                                      | 渡辺尚文   | 昭和5年8月2日    | 昭和6年3月16日   |                                              |
| 14                                                      | 末長毅     | 昭和6年4月10日   | 昭和9年4月3日    |                                              |
| 15                                                      | 大塚良平   | 昭和9年5月8日    | 昭和11年3月31日  |                                              |
| 16                                                      | 柳井久治   | 昭和11年5月4日   | 昭和12年9月13日  |                                              |
| 17                                                      | 佐野宝松   | 昭和13年1月7日   | 昭和16年4月4日   |                                              |
| 18                                                      | 佐野宝松   | 昭和16年4月26日  | 昭和21年5月9日   |                                              |
| 19                                                      | 大江新     | 昭和21年6月8日   | 昭和22年6月19日  |                                              |
| 20                                                      | 中田三郎   | 昭和22年7月27日  | 昭和22年12月8日  |                                              |
| 21                                                      | 中田三郎   | 昭和22年12月9日  | 昭和26年7月26日  | 昭和22年12月9日 町制施行・福田町へ改称       |
| 22                                                      | 柚木唯二   | 昭和26年7月28日  | 昭和28年5月31日  | 昭和28年6月1日 旧倉敷市へ編入合併            |
| 参考文献 - 福田町誌編纂委員会『福田町誌』昭和33年9月1日 |            |                  |                  |                                              |

## 当時の主要施設
- 福田町役場 - 福田古新田の字松竹梅に所在[7]。1986年に解体され、跡地は倉敷市福田歴史民俗資料館となっている[2]。
- 福田町立第一福田小学校 - 現 倉敷市立第一福田小学校
- 福田町立第二福田小学校 - 現 倉敷市立第二福田小学校
- 福田町立第三福田小学校 - 現 倉敷市立第三福田小学校
- 福田町立第四福田小学校 - 現 倉敷市立第四福田小学校
- 福田町立第五福田小学校 - 現 倉敷市立第五福田小学校
- 福田町立福田中学校 - 現 倉敷市立福田中学校
- 福田中学校水島分校（現在の第五福田小学校校地） - 現 倉敷市立水島中学校

## 交通

### 鉄道
- 倉敷市営鉄道（現・水島臨海鉄道水島本線）：五軒屋駅 - 弥生駅 - 水島駅

### 港湾
- 水島港

## 出身者
- 星野仙一 - NPBプロ野球選手・監督（福田村時代末期に出生）